# Cassique de Montezuma
Psarocolius montezuma
Espèce
Synonymes
- Gymnostinops montezuma

Répartition géographique
Statut de conservation UICN

 LC  : Préoccupation mineure
Le Cassique de Montezuma (Psarocolius montezuma) est une espèce d'oiseaux d'Amérique centrale de la famille des ictéridés.  Dans son aire de distribution, le Cassique de Montezuma est assez commun et facile à voir.

## Distribution

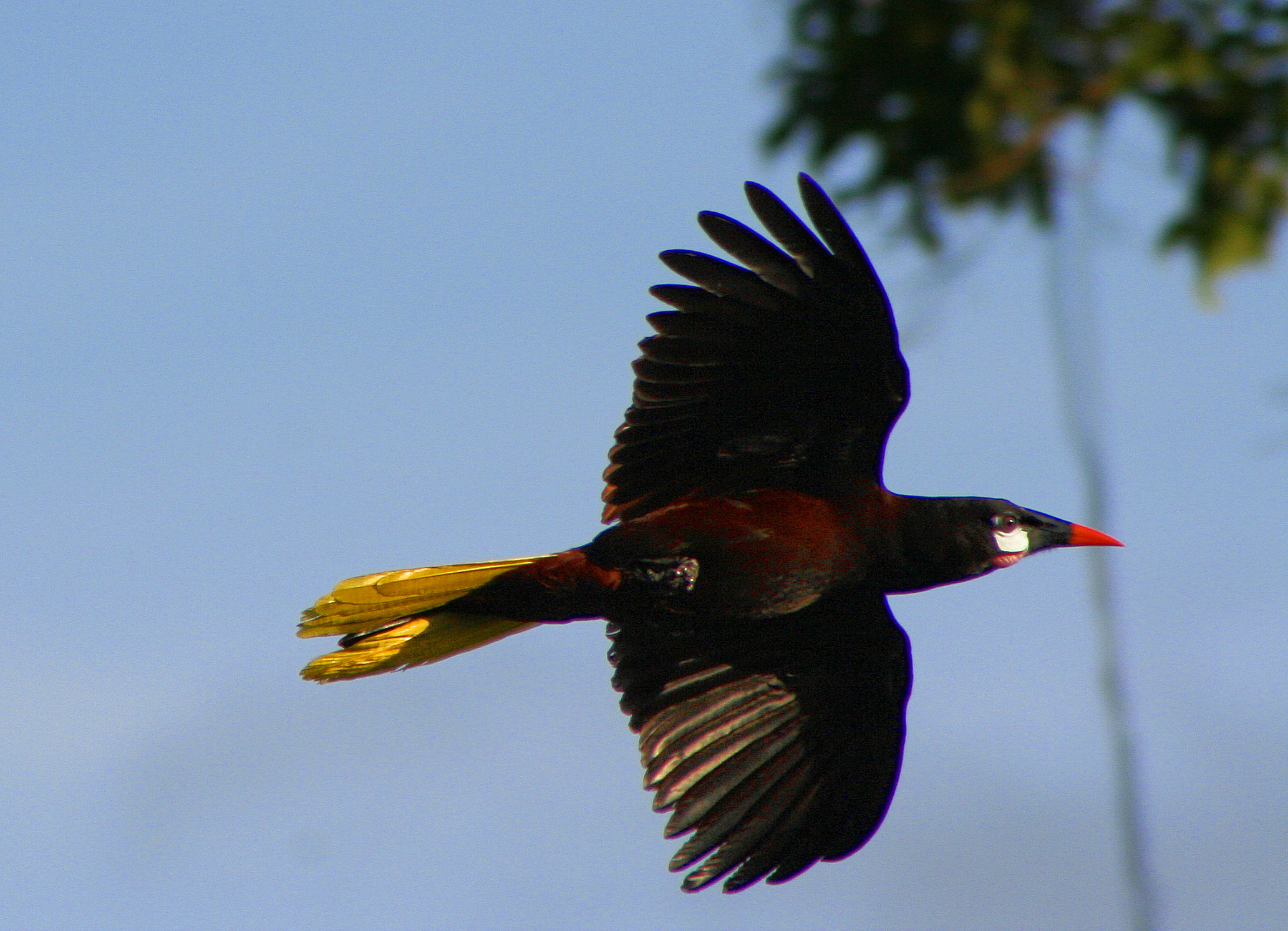
Un cassique de Montezuma en vol.

Le Cassique de Montezuma se retrouve dans le Sud du Mexique, dans le Nord du Guatemala, au Belize, dans le Nord du Honduras, dans l’Est et le Sud du Nicaragua, dans le Nord du Costa Rica et sur la côte Atlantique du Panama.

## Habitat
Il occupe les forêts humides, les forêts secondaires et les lisières forestières.  Il s’aventure rarement en pleine forêt, préférant plutôt les lisières et les clairières.  Il fréquente également les plantations de bananes et de cacao ainsi que les cultures ombragées de cafés.

## Chant
Une particularité de cet oiseau est que, lors du chant caractéristique du mâle, il effectue une courbette sur sa branche pendant laquelle sa queue jaune passe au-dessus de sa tête.

## Nidification

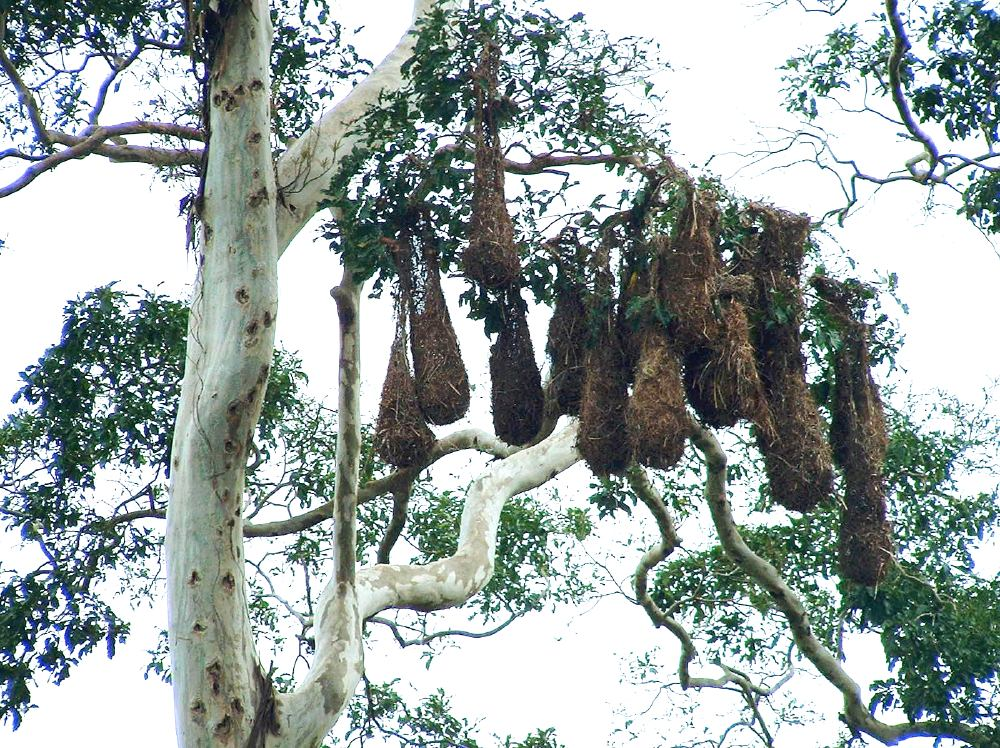
Nids

Il niche en colonie de taille variable, généralement dans un arbre un peu isolé des autres.  Les nids sont très regroupés, probablement afin de réduire la prédation et le parasitisme par le Vacher géant en facilitant la collaboration des membres de la colonie pour la protection.  Le Cassique de Montezuma est polygyne.